# 劉剛 (永樂進士)
劉剛（？—？），浙江安吉人，明朝政治人物、進士出身。

## 生平
永樂二年（1404年），登進士。后選為翰林院庶吉士，編撰永樂大典。